# Freadelpha polyspila
Freadelpha polyspila là một loài bọ cánh cứng trong họ Cerambycidae.